# Isla Malendok
La isla Malendok es una isla de las islas Tanga de Papúa Nueva Guinea, situada al este de Nueva Irlanda. Se encuentra al suroeste de la isla Boang y al noreste de la isla Lif y la isla Tefa. Cubre 35 kilómetros cuadrados (13,5 millas cuadradas). La mayoría de los habitantes viven en pequeñas aldeas de la costa. En el lado suroeste hay una plantación de cocos.